# Япа
Япа (рум. Iapa) — село у повіті Марамуреш в Румунії. Адміністративно підпорядковане місту Сигіт.
Село розташоване на відстані 425 км на північний захід від Бухареста, 33 км на північний схід від Бая-Маре, 128 км на північ від Клуж-Напоки.

## Населення
За даними перепису населення 2002 року у селі проживали 1712 осіб.
Національний склад населення села:
| Національність | Кількість осіб | Відсоток |
| -------------- | -------------- | -------- |
| румуни         | 1702           | 99,4%    |
| угорці         | 6              | 0,4%     |

Рідною мовою назвали:
| Мова      | Кількість осіб | Відсоток |
| --------- | -------------- | -------- |
| румунська | 1705           | 99,6%    |
| угорська  | 6              | 0,4%     |